# Liste der Schulen in Brandenburg an der Havel
Die Liste der Schulen in Brandenburg an der Havel ist ein Verzeichnis der allgemeinbildenden und der Berufsschulen in Brandenburg an der Havel.

## Legende
- Name: Name der Schule
- Namensherkunft: Namensgeber/Herkunft des Namens
- Jahr: Gründungsjahr
- Träger und Anmerkungen:
- Schüler: Anzahl der Schüler
- Lage: Adresse, Stadt- oder Ortsteil, in dem die Schule liegt, Lagekoordinaten

|                                                   | |      | |         |                                                                      |      |
| Grundschule                                       | |      | |         |                                                                      |      |
| Name                                              | Namensherkunft | Jahr | Träger und Anmerkungen | Schüler | Lage                                                                 | Bild |
| Frederic-Joliot-Curie-Schule                      | Frédéric Joliot-Curie: Physiker, Nobelpreisträger                                                                                        | 1991 | Stadt, zwei getrennte Schulgelände, beide Schulhäuser denkmalgeschützt, Gedenkstätte auf Schulhof Große Münzenstraße                         |         | Große Münzenstraße 14 Neustadt 52° 24′ 37,1″ N, 12° 33′ 43,2″ O      |      |
| Theodor-Fontane-Schule                            | Theodor Fontane: Schriftsteller | 1991 | Stadt, Schulgebäude Baudenkmal | 320     | Wredowplatz 2 Neustadt 52° 24′ 12,2″ N, 12° 33′ 14,8″ O              |      |
| Georg-Klingenberg-Schule                          | Georg Klingenberg: Elektrotechniker und Ingenieur                                                                                        |      | Stadt, montessoriorientiert, Schulgebäude Baudenkmal                                                                                         | 250     | Klingenbergstraße 69 Altstadt 52° 24′ 24,8″ N, 12° 31′ 36,8″ O       |      |
| Wilhelm-Busch-Schule                              | Wilhelm Busch: Dichter und Zeichner | 1991 | Stadt |         | Beethovenstraße 15 Görden 52° 25′ 35,4″ N, 12° 31′ 19,4″ O           |      |
| Magnus-Hoffmann-Schule                            | Magnus Hoffmann: Ortsteilbürgermeister                                                                                                   | 1991 | Stadt, Schulgebäude Teil eines Baudenkmals                                                                                                   |         | Wusterauer Anger 22A Kirchmöser 52° 22′ 54,5″ N, 12° 26′ 18,6″ O     |      |
| Städtische Grundschule „Gebrüder Grimm“           | Jacob Grimm, Wilhelm Grimm: Sprachwissenschaftler und Volkskundler                                                                       | 1991 | Stadt, Typenschulbau |         | Gertraudenstraße 55 Hohenstücken 52° 26′ 19,9″ N, 12° 31′ 7″ O       |      |
| Konrad-Sprengel-Grundschule                       | Christian Konrad Sprengel: Theologe, Botaniker und Naturkundler                                                                          | 1991 | Stadt, Typenschulbau |         | Willi-Sänger-Straße 35 Nord 52° 25′ 8,4″ N, 12° 32′ 30,5″ O          |      |
| Luckenberger Schule                               | Luckenberg: wüst gefallenes Dorf vor der Altstadt Brandenburg                                                                            | 1991 | Stadt |         | Neuendorfer Straße 12 Altstadt 52° 24′ 32,6″ N, 12° 32′ 47,4″ O      |      |
| Schule am Krugpark                                | Krugpark: Parkanlage | 1991 | Stadt, Typenschulbau |         | Wilhelmsdorf 6D Wilhelmsdorf 52° 22′ 20,3″ N, 12° 30′ 22,7″ O        |      |
| Evangelische Grundschule Brandenburg an der Havel | Evangelische Kirche, christliche Kirchen in der Tradition der Reformation                                                                | 2000 | Evangelische Schulstiftung der EKBO, Unterricht in ehemaliger Ritterakademie Brandenburg                                                     |         | Domlinden 25 Dom 52° 24′ 56″ N, 12° 34′ 0,8″ O                       |      |
| WIR – Grundschule                                 | WIR e.V.: Schulträger | 2008 | WIR e.V. Kinderförderverein, genehmigte Ersatzschule                                                                                         |         | Maerckerstraße 11 Neustadt 52° 23′ 49,7″ N, 12° 32′ 36,2″ O          |      |
|                                                   | |      | |         |                                                                      |      |
| Gymnasium                                         | |      | |         |                                                                      |      |
| Name                                              | Namensherkunft | Jahr | Träger und Anmerkungen | Schüler | Lage                                                                 | Bild |
| von Saldern-Gymnasium Europaschule                | Gertrud von Saldern: Schulstifterin | 1991 | Stadt, Europaschule, sieht sich in Tradition der Saldria                                                                                     | 910     | Franz-Ziegler-Straße 29 Neustadt 52° 24′ 10,1″ N, 12° 32′ 53,5″ O    |      |
| Bertolt-Brecht-Gymnasium                          | Bertolt Brecht: Dramatiker | 1991 | Stadt |         | Prignitzstraße 43 Nord 52° 25′ 24,8″ N, 12° 33′ 5″ O                 |      |
| Evangelisches Gymnasium am Dom zu Brandenburg     | Evangelische Kirche: christliche Kirchen in der Tradition der Reformation; Brandenburger Dom: Kirchenbauwerk                             | 2006 | Evangelische Schulstiftung der EKBO, Typenschulbau, sieht sich in Tradition der Ritterakademie Brandenburg                                   |         | Domkietz 5 Dom 52° 24′ 47,5″ N, 12° 33′ 50,2″ O                      |      |
|                                                   | |      | |         |                                                                      |      |
| Oberschule                                        | |      | |         |                                                                      |      |
| Name                                              | Namensherkunft | Jahr | Träger und Anmerkungen | Schüler | Lage                                                                 | Bild |
| Otto-Tschirch-Oberschule                          | Otto Tschirch: Pädagoge, Historiker und Archivar                                                                                         | 1991 | Stadt, Typenschulbau |         | Max-Herm-Straße 8 Hohenstücken 52° 26′ 0,1″ N, 12° 31′ 4,6″ O        |      |
| Berufsorientierte Schule Kirchmöser               | Berufsorientierung: Prozess, die Berufswahl mit Informationen zu unterstützen                                                            | 1991 | Stadt, Schulhaus Teil eines Baudenkmals |         | Schulstraße 38, Kirchmöser 52° 23′ 34,3″ N, 12° 24′ 27″ O            |      |
| Nicolaischule – Städtische Oberschule             | St. Nikolai: Kirchenbauwerk | 1991 | Stadt |         | Vereinsstraße 11/12 Altstadt 52° 24′ 36,5″ N, 12° 32′ 48,1″ O        |      |
| Oberschule Brandenburg Nord                       | Nord: Stadtteil | 1991 | Stadt, Typenschulbau |         | Brielower Straße 2 Nord 52° 25′ 5,2″ N, 12° 33′ 12,6″ O              |      |
|                                                   | |      | |         |                                                                      |      |
| Förderschule                                      | |      | |         |                                                                      |      |
| Name                                              | Namensherkunft | Jahr | Träger und Anmerkungen | Schüler | Lage                                                                 | Bild |
| Johann-Heinrich-Pestalozzi-Schule                 | Johann Heinrich Pestalozzi: Pädagoge | 1991 | Stadt, sonderpädagogischer Förderschwerpunkt Lernen, Typenschulbau                                                                           |         | Felsbergstraße 19 Hohenstücken 52° 26′ 4,7″ N, 12° 31′ 28,7″ O       |      |
| Havelschule                                       | Havel: Fluss | 1991 | Stadt, sonderpädagogischer Förderschwerpunkt geistige Entwicklung, Schulhaus Baudenkmal                                                      |         | Magdeburger Landstraße 124 Altstadt 52° 24′ 48,2″ N, 12° 30′ 39,2″ O |      |
|                                                   | |      | |         |                                                                      |      |
| Schule für Kranke                                 | |      | |         |                                                                      |      |
| Name                                              | Namensherkunft | Jahr | Träger und Anmerkungen | Schüler | Lage                                                                 | Bild |
| Schule für Kranke im Asklepios Fachklinikum       | Kranke: Patienten |      | Stadt Schulhaus Teil eines Baudenkmals |         | Anton-Saefkow-Allee 2 Görden 52° 25′ 20,8″ N, 12° 28′ 47,6″ O        |      |
|                                                   | |      | |         |                                                                      |      |
| Oberstufenzentrum                                 | |      | |         |                                                                      |      |
| Name                                              | Namensherkunft | Jahr | Träger und Anmerkungen | Schüler | Lage                                                                 | Bild |
| Oberstufenzentrum „Gebrüder Reichstein“           | Adolf Reichstein, Carl Reichstein, Hermann Reichstein: Industrielle                                                                      | 1991 | Stadt, Typenschulbau mit moderner Gebäudeerweiterung, mit Fachoberschule, Berufsfachschule, Berufsschule                                     |         | Am Neuendorfer Sand 43 Altstadt 52° 24′ 32″ N, 12° 30′ 6,1″ O        |      |
| Oberstufenzentrum „Alfred Flakowski“              | Alfred Flakowski: Kaufmann | 1991 | Stadt, mit Beruflichem Gymnasium, Fachoberschule, Fachschule, Berufsfachschule, Berufsschule und Zweitem Bildungswegs                        |         | Caasmannstraße 11 Altstadt 52° 24′ 2,5″ N, 12° 31′ 40,1″ O           |      |
|                                                   | |      | |         |                                                                      |      |
| Fachschule                                        | |      | |         |                                                                      |      |
| Name                                              | Namensherkunft | Jahr | Träger und Anmerkungen | Schüler | Lage                                                                 | Bild |
| Fachschule für Wirtschaft und Technik             | Wirtschaft: Einrichtungen und Handlungen, die der planvollen Deckung der Nachfrage dienen; Technik: Gesamtheit anthropogener Gegenstände | 2006 | Verein für Bildungsperspektiven, anerkannte Ersatzschule, in Räumen der Technischen Hochschule Brandenburg, Schulhaus Teil eines Baudenkmals |         | Magdeburger Straße 50 Altstadt 52° 24′ 42,7″ N, 12° 32′ 13,4″ O      |      |
| Fachschule für Sozialwesen                        | Sozialwesen: Ort der Sozialen Arbeit und ihres Gegenstandes, der sozialen Praxis, innerhalb des sozialen Staatssystems                   | 1996 | Europäisches Bildungswerk für Beruf und Gesellschaft, Schulhaus Teil eines Baudenkmals                                                       |         | Kirchhofstraße 3–7 Neustadt 52° 24′ 20″ N, 12° 33′ 59,6″ O           |      |
|                                                   | |      | |         |                                                                      |      |
| Medizinische Schule                               | |      | |         |                                                                      |      |
| Name                                              | Namensherkunft | Jahr | Träger und Anmerkungen | Schüler | Lage                                                                 | Bild |
| Medizinische Schule                               | Medizin: Lehre von der Vorbeugung, Erkennung und Behandlung von Krankheiten und Verletzungen bei Menschen (und Tieren)                   |      | Universitätsklinikum Brandenburg an der Havel                                                                                                |         | Vereinsstraße 1 Altstadt 52° 24′ 39,2″ N, 12° 32′ 43,1″ O            |      |